# Mivtachim
Mivtachim (hebrejsky מִבְטַחִים‎, doslova „Pojistky“, v oficiálním přepisu do angličtiny Mivtahim) je vesnice typu mošav v Izraeli, v Jižním distriktu, v Oblastní radě Eškol.

## Geografie
Leží v nadmořské výšce 131 metrů na severozápadním okraji pouště Negev; v oblasti, která byla od 2. poloviny 20. století intenzivně zúrodňována a zavlažována a ztratila charakter pouštní krajiny. Jde o zemědělsky obdělávaný pás přiléhající k pásmu Gazy a navazující na pobřežní nížinu. Jižně od vesnice ovšem ostře začíná zcela aridní oblast pouštního typu zvaná Cholot Chaluca.
Obec se nachází 18 kilometrů od břehu Středozemního moře, cca 97 kilometrů jihojihozápadně od centra Tel Avivu, cca 98 kilometrů jihozápadně od historického jádra Jeruzalému a 36 kilometrů západně od města Beerševa. Mivtachim obývají Židé, přičemž osídlení v tomto regionu je etnicky převážně židovské. 6 kilometrů severozápadním směrem ale začíná pásmo Gazy s početnou arabskou (palestinskou) populací.
Mivtachim je na dopravní síť napojen pomocí lokální silnice 2310, která na severu ústí do lokální silnice 232 a na východě do lokální silnice 222.

## Dějiny
Mivtachim byl založen v roce 1950. Je součástí kompaktního bloku zemědělských vesnic, do kterého spadají obce Ami'oz, Cochar, Ješa, Mivtachim, Ohad, Sde Nican, Talmej Elijahu. Osada byla původně založena již počátkem roku 1947 skupinou členů hnutí ha-Oved ha-Cijoni jako opevněný opěrný bod, který pak sehrál roli během války za nezávislost. Její obyvatelé se tehdy ale stáhli. Jméno vesnice je odvozeno od biblického citátu z Knihy Izajáš 32,18: „Můj lid bude sídlit na nivách pokoje, v bezpečných příbytcích, v klidných místech odpočinku“
Koncem 40. let měla osada 20 obyvatel a rozlohu katastrálního území 1 700 dunamů (1,7 kilometrů čtverečních). Roku 1950 byla obnovena, tentokrát jako zemědělský mošav, který osídlili Židé z Kurdistánu. roku 1954 populaci posílila skupina Židů z Maroka. Během Suezské krize roku 1956 byla osada terčem ostřelování a následně se stala nástupním prostorem pro izraelské invazní síly směrem do Gazy a na Sinaj. Před válkou zde během roku 1956 probíhaly opevňovací práce, kterých se symbolicky zúčastnil i izraelský premiér David Ben Gurion.
Místní ekonomika je založena na zemědělství (pěstování zeleniny a květin). Část obyvatel za prací dojíždí mimo obec. V mošavu funguje knihovna. Dále je tu obchod se smíšeným zbožím, synagoga, mikve a sportovní areály. Vesnice plánuje stavební expanzi s nabídkou 90 stavebních parcel pro soukromé uchazeče.

## Demografie
Obyvatelstvo mošavu je smíšené, tedy sekulární i nábožensky orientované. Religiózní je zejména generace zakladatelů mošavu z Kurdistánu a Maroka. Podle údajů z roku 2014 tvořili naprostou většinu obyvatel v Mivtachim Židé (včetně statistické kategorie "ostatní", která zahrnuje nearabské obyvatele židovského původu ale bez formální příslušnosti k židovskému náboženství).
Jde o menší obec vesnického typu s dlouhodobě mírně rostoucí populací. K 31. prosinci 2014 zde žilo 384 lidí. Během roku 2014 populace klesla o 1,5 %.
| Rok            | 1961 | 1972 | 1983 | 1995 | 2001 | 2003 | 2004 | 2005 | 2006 | 2007 | 2008 | 2009 | 2010 | 2011 | 2012 | 2013 | 2014 |
| -------------- | ---- | ---- | ---- | ---- | ---- | ---- | ---- | ---- | ---- | ---- | ---- | ---- | ---- | ---- | ---- | ---- | ---- |
| Počet obyvatel | 398  | 439  | 421  | 451  | 315  | 320  | 314  | 326  | 335  | 346  | 352  | 356  | 355  | 362  | 374  | 390  | 384  |